# Platz der Republik (Ljubljana)
Der Platz der Republik (slowenisch Trg republike, von 1974 bis 1991 Trg revolucije) ist der größte Platz in Ljubljana, der Hauptstadt Sloweniens. Er befindet sich im Zentrum der Stadt zwischen dem Parlamentsgebäude und dem Ursulinenkloster. Im Süden begrenzt ihn die Erjavčeva cesta, im Westen die Valvasorjeva ulica im Osten die Ulica Josipine Turnograjske (Ljubljana) mit dem Plečnikov trg und im Norden die Šubičeva ulica.

## Geschichte
Im Jahr 1960 gewann der Architekt Edvard Ravnikar den Wettbewerb für den Bau eines neuen politischen Zentrums Sloweniens. Er wählte für seine Planungen die Stelle aus, an der seit dem 17. Jahrhundert der größte Garten Ljubljanas stand – zunächst im Besitz der Grafen Auersperg, später Teil des Ursulinenklosters mit dem umgangssprachlichen Namen „Nonnengarten“. Archäologen entdeckten an diesem Ort auch wichtige Überreste des antiken Emona. 

## Bauwerke und Einrichtungen
Der weitläufige Komplex, der schrittweise über 20 Jahre gebaut wurde, bestand zunächst aus dem zentralen Platz mit zwei zwölfstöckigen Dreiecks-Hochhäusern (das Hochhaus Nova Ljubljanska banka mit Erweiterung und das Geschäftshochhaus TR3), fertiggestellt 1976, sowie dem Kaufhausgebäude Maximarket. 
Der Architekt fügte im Laufe der Zeit dem ursprünglichen Entwurf neue Elemente hinzu, darunter den Bau des Kultur- und Kongresszentrums Cankarjev dom am Südrand des Platzes. 
An der Nordseite wird der Platz vom Gebäude des slowenischen Parlament (gebaut zwischen 1954 und 1959 nach Plänen von Vinko Glanz) und vom daneben liegenden Platz der Nationalhelden abgeschlossen.

## Denkmäler

### Revolutionsdenkmal
Das Revolutionsdenkmal (slowenisch Spomenik revolucije) ist eine große Bronzeskulptur, geschaffen vom slowenischen Bildhauer Drago Tršar zwischen 1964 und 1975. Das Monument wiegt 10 Tonnen und besteht aus geometrischen Flächen. Die Skulptur wurde vom Bildhauer als eine Ansammlung von Menschenmassen, Kämpfen und revolutionären Siegen beschrieben.

### Edvard-Kardelj-Denkmal
Neben dem Revolutionsdenkmal steht das Denkmal in Erinnerung an den slowenischen Journalisten, Politiker und Befreiungskämpfer Edvard Kardelj aus dem Jahr 1981, ebenfalls ein Werk von Drago Tršar. Es zeigt 15 Personen mit abstrakten Gesichtern – mit Ausnahme der als Kardelj kenntlichen Person an der Spitze der Gruppe.

### Ivan-Cankar-Denkmal
Das an den slowenischen Dichter und politischen Aktivisten Ivan Cankar erinnernde Denkmal von Slavko Tihec aus dem Jahr 1982 besteht aus 30 Lamellen, die so angeordnet sind, dass aus der Ferne ein Porträt von Cankar sichtbar ist. An den Seiten befindet sich die Unterschrift des Dichters und das handschriftliche Zitat: Moje delo je slutnja zarje (Meine Arbeit ist eine Vorahnung der Morgendämmerung).